# Francheleins
Francheleins – miejscowość i gmina we Francji, w regionie Owernia-Rodan-Alpy, w departamencie Ain.

## Demografia
Według danych na styczeń 2012 r. gminę zamieszkiwały 1474 osoby, a gęstość zaludnienia wynosiła 108,7 osób/km².